# Pocket Gamer
Pocket Gamer是一个专注于移动、便携式游戏的电子游戏网站。该网站于2005年推出，由英国公司Steel Media Ltd出版并拥有。该网站涵盖主要的便携式和移动游戏平台，包括iPhone、iPod、iPad、MacBook、Pokémon go plus watch、Android、任天堂Switch等。它是最早覆盖iPhone游戏市场的公司之一，同时也为表彰便携式游戏而在不同类别中颁发一些奖项。英国报纸《卫报》曾联合Pocket Gamer登发手机游戏推荐列表，特别是每月游戏推荐列表。在推出后的几年里，Steel Media Ltd创建了许多衍生的品牌产品，包括面向行业的PocketGamer.biz网站和一系列名为Pocket Gamer Connects的会议。
其发行商Steel Media Ltd.于2019年被Enthusiast Gaming收购。

## 历史
2005年4月，Pocket Gamer以副标题“走到哪儿，玩到哪儿”推出，旨在提供移动和便携式游戏的专业编辑报道，这些也被他们视为游戏的未来。在推出时，该网站专注于手机（java和brew），例如诺基亚的N-Gage、任天堂的Game Boy系列以及当时新推出的任天堂DS。 他们还报道PDA和掌上游戏机，如Gizmondo和Tapwave Zodiac。不久之后，索尼PSP被添加到网站上。自Pocket Gamer分别于2007年6月推出iPhone，2007年9月推出iPod Touch，2008年7月推出App Store以来，它开始越来越多地主导编辑议程。 该网站随后将任天堂3DS、PlayStation Vita、Android、黑莓、Windows Phone 7、MeeGo和Palm添加到涵盖的列表中，尽管后来它只集中在iOS、Android以及便携式任天堂Switch上。
2007年10月，Pocket Gamer推出了《Pocket Gamer Guide to Mobile Games》杂志，该杂志最初由T-Mobile刊登，在英国的所有商店每两个月出版一次。 曾预计发行量为15万份，而数字版本也可以在沃达丰和3 UK的网站上找到。2008年5月，英国公司Steel Media（Pocket Gamer网站的创始公司）宣布与O2合作制作杂志，最初印刷量为500,000份，并在所有O2英国商店提供，其使O2成为第四个以Pocket Gamer杂志为特色的英国移动网络。2008年5月，该杂志的发行量达到70万份，包括网络和WAP读者，以及沃达丰直播和三星娱乐俱乐部的同步解说，总观众人数约为150万。
2008年5月，Steel Media Ltd通过推出基于B2B的姊妹网站扩展了Pocket Gamer稳定版。PocketGamer.Biz专注于涵盖手机游戏的业务，同时也制作季度行业报告。Steel Media Ltd还推出了“质量指数”，用于对领先移动游戏和发行商评分。 十年后的2018年5月，Steel Media Ltd通过与约旦的Maysalward合作推出B2B阿拉伯语移动游戏网站PocketGamer.me，扩大了Pocket Gamer的国际影响力。
2008年10月，Pocket Gamer推出了针对消费者的第一个外语版本PocketGamer.Fr，在移动和iPhone应用程序上为法语受众提供其新闻和评论。该网站稳步前进，推出了自己的iPhone应用程序，并对几家第三方杂志同步提供内容。 2010年8月，该网站与市场排名第二的JMobil合并，并重新设计了平台，新功能覆盖包括Android在内的更多平台。
2018年10月，Steel Media Ltd对Pocket Gamer进行了颠覆性的重新设计，并推出了新外观，这是多年来该网站的首次更新。同时，该网站从之前的.co及.uk主页改为.com域名，以反映该网站日益增长的国际影响力。

### 过去的特邀作者
- Ray Sharma[16]
- Si Shen[17]
- Rick Marazzani[18]
- Tak Fung[19]

## 奖项
自2010年以来，Pocket Gamer Awards每年3月颁发给iPhone、移动和便携式设备的电子游戏，分11个类别。 该网站还定期发布对每种类型的设备提供一份包括10个最佳游戏的列表。
2010年，在iPhone上，火猴工作室赢得了“最佳开发者”奖项，而Gameloft赢得了“最佳发行商”奖项，Flight Control赢得了“年度游戏”奖项。对于其他平台，Digital Chocolate赢得了“最佳开发者”奖项，艺电赢得了“最佳发行商”奖项，Mystery Mania赢得了“年度游戏”奖项。在手持设备中，Rockstar Leeds赢得了“最佳开发者”奖项，任天堂赢得了“最佳发行商”奖项，侠盗猎车手：血战唐人街同时赢得了“年度游戏”与“年度最佳游戏”两项奖项。
Steel Media Ltd年度移动游戏奖的“人们的选择”类别由Pocket Gamer的读者投票选出。
Pocket Gamer连续两年被《卫报》列为“前百网站”，并被《星期日泰晤士报》评为“前五游戏网站”。

## 播客
2008年12月1日，Pocket Gamer推出了每周一次的Pocket Gamer播客，其中包括在iOS和Android中最大的游戏新闻报道及最新的信息。尽管该博客以视频形式播送，但曾在2009年5月18日改为音频。该节目已经接待了多个主持人，目前由James Gilmour执导，团队其他成员定期参与，包括Matthew Forde和Dann Sullivan等。